# 达尔塞
达尔塞（法語：Darcey，法語發音：[daʁsɛ]）是法国科多尔省的一个市镇，属于蒙巴尔区。

## 地理
达尔塞（47°33'4"N, 4°34'11"E）面积18.91 平方千米，位于法国勃艮第-弗朗什-孔泰大區科多尔省，该省份为法国中东部省份，北起奥布省，西接涅夫勒省和约讷省，南至索恩-卢瓦尔省，东南接汝拉省，东临上索恩省，东北部与上马恩省接壤。
与达尔塞接壤的市镇（或旧市镇、城区）包括：孔韦尔新城、日塞苏弗拉维尼、比西勒格朗、科尔普瓦埃拉沙佩尔、奥泽兰河畔弗拉维尼、弗罗卢瓦、格雷西尼圣雷娜。

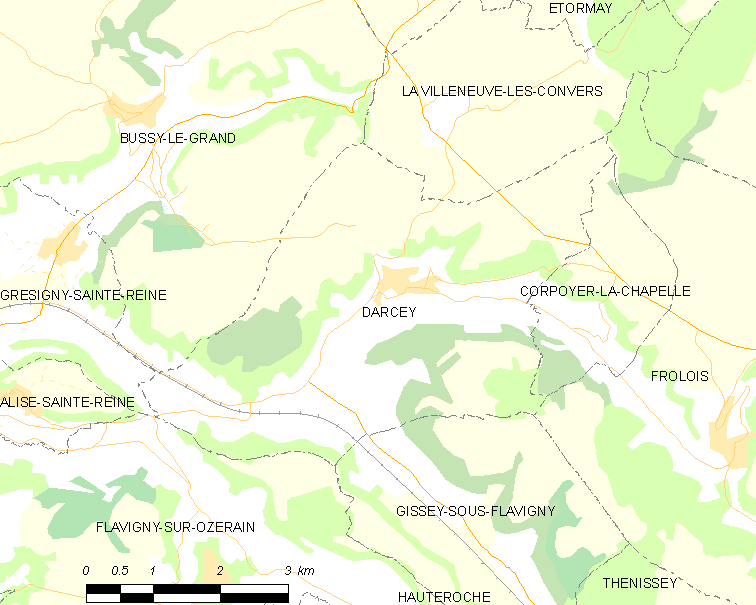
达尔塞的OSM定位图

达尔塞的时区为UTC+01:00、UTC+02:00（夏令时）。

## 行政
达尔塞的邮政编码为21150，INSEE市镇编码为21226。

## 政治
达尔塞所属的省级选区为蒙巴尔县。

## 人口

1962-2008年间达尔塞人口变化图示

达尔塞于2022年1月1日时的人口数量为332人。